# FC Tertons
Der FC Tertons ist ein bhutanischer Fußballklub mit Sitz in Thimphu, der Hauptstadt des Landes. Die Mannschaft gewann erstmals im Jahr 2015 die nationale Meisterschaft.

## Geschichte
Der Klub wurde im Jahr 2015 gegründet. In der Thimphu League gelang mit 28 Punkten sofort die Meisterschaft. Dadurch qualifizierte sich die Mannschaft für die National League, diese konnte mit 22 Punkten ebenfalls als Meister abgeschlossen werden. Die erfolgreiche erste Klubsaison konnte jedoch nicht wiederholt werden, in der Saison 2016 gelang es nicht einmal sich über die Thimphu League zu qualifizieren. Hier landete die Mannschaft mit 14 Punkten nur auf dem sechsten Platz.
Die Mannschaft wurde noch zum AFC Cup 2017 gemeldet. In einer ersten Qualifikationsrunde im August 2016, in einer Gruppe zusammen mit dem Tatung FC und dem Sheikh Russel KC gelang der Mannschaft mit vier Punkten auch der erste Platz, damit hätte sich der Klub eigentlich für die Play-off-Runde qualifiziert. Da im November 2016 allerdings eine Änderung am Modus beschlossen wurde, waren die Ergebnisse aus der ersten Qualifikationsphase nichtig geworden. Die neue Qualifikationsphase fand nun im Januar und Februar 2017 statt, hier nahm aber nicht mehr Tertons teil, sondern der zu dieser Zeit aktuelle Meister Thimphu City FC.
Die Spielzeit 2017 in der Thimphu League, endete dann sogar mit dem Abstieg des Klubs. Die Saison endete, ohne dass die Mannschaft einen einzigen Punkt erzielen konnte. In der B-Division dieser Liga angekommen gelang es dem Klub jedoch mit 20 Punkten direkt wieder aufzusteigen.
Die Saison 2019 begann dann erstmals in der eingleisigen Super League, der neuen zweiten Liga. Mit sieben Punkten landete die Mannschaft aber auch hier nur auf dem siebten Platz. Somit ging es für das Team in der Gruppenphase der neuen Thimphu League weiter, mit acht Punkten aus vier Spielen gelang hier dann auch die Qualifizierung für die Play-offs. Im Halbfinale unterlag man dann aber dem Tensung FC mit 1:0.

## Bekannte Spieler
- Tshering Dorji (* 1993)

## Erfolge
- Meister der Thimphu League
  - 2015
- Meister der National League
  - 2015
- National Futsal - Minifootball League
  - 2013 und 2014